# 神戸市立青陽西養護学校
神戸市立青陽西養護学校（こうべしりつ せいようにしようごがっこう）は、かつて兵庫県神戸市垂水区にあった市立養護学校。おもに知的障害児童・生徒を教育対象としていた。同一敷地内に神戸市立西舞子小学校・神戸市立舞子中学校を含む3校が隣接しながら設置されていた。
2017年3月に、おもに肢体不自由対象の神戸市立垂水養護学校とともに閉校し、新たに肢体不自由・知的障害の2部門を対象とした神戸市立いぶき明生支援学校が開校した。その際に、神戸市立青陽須磨支援学校とともに通学区域も再編された。本校跡地については、2025年1月より神戸市第一学校給食センターとなった。

## 設置学部
- 小学部
- 中学部
- 高等部

## 歴史
「青陽」の校名は、謡曲「鶴亀」の「それ青陽の春になれば、四季の節会の事始め…」や爾雅「釈天の部」の「春を青陽となし、夏を朱明となし云々…」による。
- 1963年（昭和38年）4月 - 葺合区小野柄通2丁目に神戸市立青陽養護学校として設立。
- 1968年（昭和43年）9月 - 垂水区狩口台3丁目の新校舎へ移転。旧校地で小野柄分校設立。
- 1972年（昭和47年）4月 - 小野柄分校独立。神戸市立青陽東養護学校（現・神戸市立青陽灘高等支援学校）に伴い、校名を神戸市立青陽西養護学校に改名。
- 1975年（昭和50年）10月 - 高等部分教室を神戸市立二葉小学校内に設置
- 1979年（昭和54年）4月 - 高等部分教室が神戸市立青陽高等養護学校として独立。
- 2001年（平成13年）4月 - 高等部開設。
- 2009年（平成21年）4月 - 神戸市立青陽須磨支援学校新設（青陽高等養護学校の改組）による校区変更。
- 2012年（平成24年）11月 - 創立50周年記念せいようさい（記念式典）。
- 2017年（平成29年）3月 - 神戸市立いぶき明生支援学校新設（神戸市立垂水養護学校との再編統合）に伴い閉校。

## 通学区域
創立当初は神戸市全域が校区であったが、他校の新設に伴い校区を移管したことから、閉校直前の通学区域は、神戸市のうち垂水区および西区の一部としていた。

## アクセス
- 西日本旅客鉄道（JR西日本）山陽本線 舞子駅・山陽電気鉄道本線舞子公園駅より神戸市営バスもしくは山陽バス乗車、「舞子坂3丁目」バス停下車、徒歩3分